# Thália Bombinha
Jansen França, mais conhecido como Thália Bombinha (Recife, 8 de Dezembro de 1971), é uma drag queen brasileira. É conhecida pelos diversos shows de humor que realiza pelo Brasil desde 1997.

## Carreira
Famosa na noite paulistana por seus shows caricatos em boates LGBTs, Thália ficou conhecida do grande público por suas aparições em programas como Pânico na TV, da RedeTV!, Ratinho, do SBT, e na sátira ao programa O Aprendiz, feita pelo apresentador Tom Cavalcante, da Rede Record. Também participou do programa da Hebe Camargo, foi entrevistada no Programa do Jô. Bombinha acumula participação em outros programas da televisão, seja como participante de quadros, entrevistada ou repórter.
Thália venceu a edição de 2006 do "Show do Gongo", realizado na capital paulista, com a performance "Viado veste pra dá", paródia de "O Diabo Veste Prada".
No início de 2007, Thália coadjuvou a comédia Coisa Boa Pra Você!, no Teatro Folha, no shopping Higienópolis, reduto de elite em São Paulo.
Antes de ser drag foi segurança da boate trash cult Nostro Mondo. Thália Bombinha se destaca das demais transformistas por ser um artista de improviso, com raciocínio rápido e piadas sobre diversos assuntos.
Em 2022 foi indicada ao Prêmio Poc Awards na categoria "Lenda", dedicada a drag queens com longa trajetória e tidas como "divas" da comunidade LGBT+.